# Vigolo
Vigolo é uma comuna italiana da região da Lombardia, província de Bérgamo, com cerca de 661 habitantes. Estende-se por uma área de 12 km², tendo uma densidade populacional de 55 hab/km². Faz fronteira com Adrara San Martino, Adrara San Rocco, Fonteno, Parzanica, Predore, Tavernola Bergamasca, Viadanica.

## Demografia
| Variação demográfica do município entre 1861 e 2011                               |
|                                                                                   |
| Fonte: Istituto Nazionale di Statistica (ISTAT) - Elaboração gráfica da Wikipedia |